# قرار مجلس الأمن التابع للأمم المتحدة رقم 121
قرار مجلس الأمن الدولي رقم 121،الذي اعتمد بالإجماع في 12 ديسمبر 1956،بعد دراسة طلب اليابان الأنضمام لعضوية الأمم المتحدة،أوصى المجلس الجمعية العامة بقبول طلب اليابان لعضوية الأمم المتحدة.